# Клитор
Клиторът (на латински: clitoris; на гръцки: κλειτορις – „малък хълм“) е еректиращ се анатомичен орган, част от външните женски полови органи. Външната част (главичката) на клитора има между 6000 и 8000 нервни окончания. За сравнение главичката на пениса има около 6000. Това прави клитора един от най-чувствителните на допир органи в човешкия организъм.

## Анатомия
Клиторът се намира в предната част на женската вулва, в участъка между уретрата и пубиса. Обикновено той е прикрит във вътрешността между големите срамни устни в така наречената „срамна бразда“. Може да бъде забелязан при разтваряне встрани на срамните устни. Визуално видимата му част наподобява на малка (или по-голяма) пъпчица, кожна издатинка. При различните жени клиторът има различна форма, обем, плътност и дължина.
Двете крачета на клитора (crura clitoridis) са шуплести кавернозни тела, които набъбват; обвити са със съединителнотъканна обвивка (albuginea); разположени са на нискоходящите, клонове на os pubis, в основата на големите лабии (labia pudendi majora) и са прикрепени към периостта на костта. На долния край на симфизата двете крачета се сливат помежду си и образуват тялото на клитора (corpus clitoridis). Това е единично цилиндрично тяло, дълго 2 – 2,5 cm (при ерекция 3 – 4 cm), което е прикрепено към долния ръб на симфизата с lig. suspensorium и завършва със закръглен край, наречен главичка на клитора, покрита от praeputium clitoridis, по чиято вътрешна страна има много мастни жлези, които отделят смегма (smegma clitoridis).

## Функция
Клиторът няма биологична значимост за женския организъм, но допринася за приятното усещане по време на сексуален акт у жената. Стимулацията на клитора става чрез физически допир или натиск, механични средства и други дразнения; и води до изпълването му с кръв, набъбване и втвърдяване (т.нар. клиторна ерекция).